# Antonella Attili

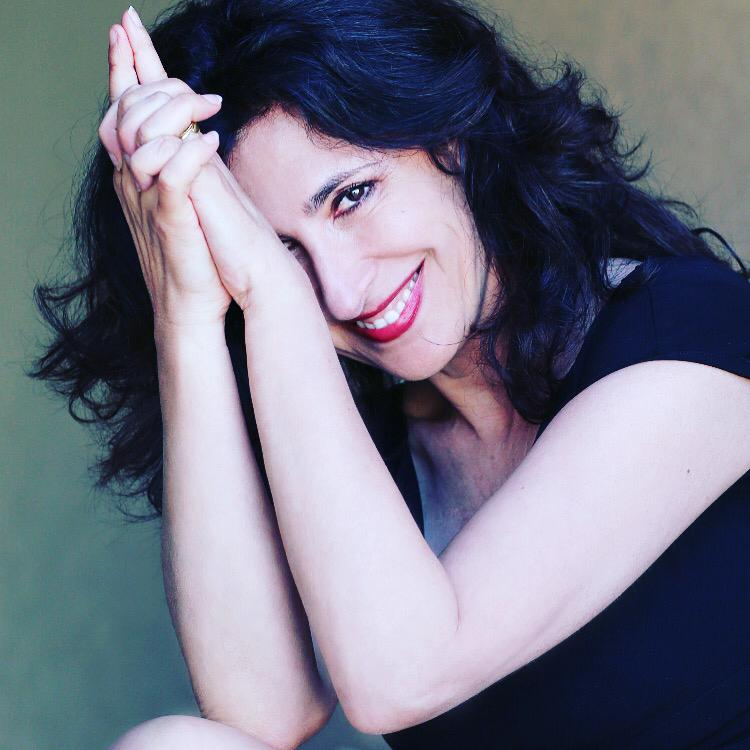

Antonella Attili, née le 3 avril 1963 à Rome dans la région du Latium en Italie, est une actrice italienne jouant pour le cinéma et la télévision.

## Filmographie

### Au cinéma
- 1989 : Cinema Paradiso (Nuovo cinema Paradiso) de Giuseppe Tornatore
- 1990 : Ils vont tous bien ! (Stanno tutti bene) de Giuseppe Tornatore
- 1991 : Cena alle nove de Paolo Breccia
- 1990 : Dans la soirée (Verso sera) de Francesca Archibugi
- 1993 : L'amante senza volto de Gerardo Fontana
- 1993 : Le Long silence (Il lungo silenzio) de Margarethe von Trotta
- 1994 : Dichiarazioni d'amore de Pupi Avati
- 1994 : Quando finiranno le zanzare de Giorgio Pandolfi
- 1995 : Marchand de rêves (L'uomo delle stelle) de Giuseppe Tornatore
- 1995 : Pugili de Lino Capolicchio
- 1996 : Le Journal de Luca (Cronaca di un amore violato) de Giacomo Battiato
- 1998 : Un bugiardo in paradiso d’Enrico Oldoini
- 1997 : Prima del tramonto de Stefano Incerti
- 2001 : Concurrence déloyale (Concorrenza sleale) d’Ettore Scola
- 2002 : Quello che cerchi de Marco Simon Puccioni
- 2002 : Solino de Fatih Akin
- 2006 : Non prendere impegni stasera de Gianluca Maria Tavarelli (it)
- 2006 : SoloMetro de Marco Cucurnia
- 2008 : Caos calmo d’Antonello Grimaldi
- 2010 : Christine Cristina de Stefania Sandrelli
- 2010 : Hai paura del buio de Massimo Coppola (it)
- 2011 : Cavalli de Michele Rho
- 2011 : Missione di pace de Francesco Lagi
- 2012 : Les Équilibristes d’Ivano De Matteo
- 2013 : Amiche da morire de Giorgia Farina
- 2013 : Qu'il est étrange de s'appeler Federico (Che strano chiamarsi Federico) d’Ettore Scola
- 2014 : Arance e martello de Diego Bianchi
- 2015 : Io che amo solo te de Marco Ponti (it)
- 2016 : La cena di Natale de Marco Ponti (it)
- 2017 : Cœurs purs (Cuori puri) de Roberto De Paolis
- 2017 : I peggiori de Vincenzo Alfieri (it)
- 2017 : Maria Mafiosi de Jule Ronstedt (de)
- 2017 : The Music of silence de Michael Radford

### À la télévision
- 1996 : Dio vede e provvede
- 1998 : Amico mio
- 2000 : Vola Sciusciù de Joseph Sargent
- 2000 : Don Matteo (1 épisode)
- 2003 : Le Monde nous appartient (Tutti i sogni del mondo) de Paolo Poeti (it)
- 2004 : Le stagioni del cuore
- 2005 : Giovanna, commissaire (Distretto di Polizia) (1 épisode)
- 2007 : Die Sterneköchin de Manfred Stelzer (de)
- 2007 : Il giudice Mastrangelo
- 2008 : Romanzo Criminale
- 2008 : I liceali de Lucio Pellegrini (it)
- 2009 : Fratelli Detective de Giulio Manfredonia
- 2009 : Un caso di coscienza (1 épisode)
- 2009 : Squadra antimafia - Palermo oggi
- 2012 : Maria di Nazaret de Giacomo Campiotti
- 2013 : I segreti di Borgo Larici d'Alessandro Capone
- 2015 : Baciato dal sole d'Antonello Grimaldi